# Федорково (Кирилловский район)
Федорково — деревня в Кирилловском районе Вологодской области.
Входит в состав Талицкого сельского поселения, с точки зрения административно-территориального деления — в Колкачский сельсовет.
Расстояние до районного центра Кириллова по автодороге — 50,2 км, до центра муниципального образования Талиц по прямой — 9 км. Ближайшие населённые пункты — Лучкино, Ивашево, Кукманино, Пасынково, Лыткино.
По переписи 2002 года население — 7 человек.